# Уюк
Уюк (тув. Өөк) — сільське поселення (сумон), що входить до складу Пій-Хемського кожууна Республіки Тива Російської Федерації. Має статус центру сумона. Відстань до Турана 11 км, до Кизила — 49 км, до Москви — 3877 км.

## Населення
Населення сумона станом на 1 січня року
| Рік    | 2011 | 2012 | 2013 | 2014 | 2015 |
| ------ | ---- | ---- | ---- | ---- | ---- |
| Насел. | 806  | 786  | 747  | 733  | 739  |